# Статичний момент плоскої фігури

Статичний момент плоскої фігури у декартовій системі координат

Стати́чний моме́нт пло́скої фігу́ри (англ. First moment of area) відносно довільно обраної осі — геометрична характеристика, що дорівнює сумі добутків площ елементарних поверхонь плоскої фігури Ai та їх відстаней ri від осі, або просто добуток площі фігури A і відстані r0 від осі до центру мас цієї фігури.
{\displaystyle \sum \limits _{i=1}^{n}A_{i}\cdot r_{i}=r_{0}\cdot A}
Розглянемо переріз у довільній декартовій прямокутній системі координат XOY. Виберемо елемент площі dA. Тоді величина
{\displaystyle S_{x}=\int \limits _{A}y\,dA}
буде називатися статичним моментом площі A відносно осі X.
Аналогічно {\displaystyle S_{y}=\int \limits _{A}x\,dA} — статичний момент цієї площі відносно осі Y.
Розмірність статичного моменту плоскої фігури — одиниці довжини в третьому степені (м3, см3). Статичний момент може бути додатнім, від'ємним і дорівнювати нулю. На основі викладеного вище, можна записати рівняння для визначення координат центру тяжіння (ваги) C плоскої фігури:
{\displaystyle x_{0}={\frac {S_{y}}{A}}}
{\displaystyle y_{0}={\frac {S_{x}}{A}}}.
З цих формул випливає: якщо відносно певної осі статичний момент дорівнює 0, ця вісь є центральною (тобто вона проходить через центр тяжіння).
Для обчислення статичних моментів складної фігури її розбивають на простіші частини. При цьому загальний статичний момент буде дорівнювати алгебраїчній сумі статичних моментів окремих частин фігури відносно тієї самої осі:
{\displaystyle S_{x}=A_{1}\cdot y_{1}+A_{2}\cdot y_{2}+...+A_{n}\cdot y_{n}=\sum \limits _{i=1}^{n}A_{i}\cdot y_{i}}
{\displaystyle S_{y}=A_{1}\cdot x_{1}+A_{2}\cdot x_{2}+...+A_{n}\cdot x_{n}=\sum \limits _{i=1}^{n}A_{i}\cdot x_{i}}.